# Анестезіологія
Анестезіологія (грец. αν — не та грец. αισθησις — відчуття, logos- наука) — розділ медичної науки, що вивчає теорію та практику штучного усунення болю (загальне та місцеве знеболювання), методи керування функціями організму до-, під час- та після- операційний періоди.

## Історія розвитку анестезіології
Перші відомості про знеболювання під час операцій, болісних лікувальних маніпуляцій (за допомогою вина, кореня мандрагори, опію, індійських конопель та дурману) виявлено в «Папірусі Еберса» (3—2 тис. років до н. е.). Пізніше ці засоби стали використовувати в Єгипті, Китаї, Греції, Римі. Гіппократ (459—377 p. до н. е.) зазначав, що «послабити біль є праця божественна».

### Стародавні часи
В Ассирії під час проведення короткочасних операцій хворим стискали судини шиї, що викликало непритомність (непритомний стан). Багато із цих засобів застосовувалися і у Київській Русі. Спроби досягти знеболювання на певних ділянках тіла також здійснювалися ще у стародавні часи. Спочатку з цією метою перетискували судини кінцівки, пізніше почали використовувати холод. Про ці методи згадував Абу-Алі Ібн Сіна (980—1037). Перелічені методи знеболювання були малоефективні чи небезпечні для життя хворого.

## Інгаляційне знеболення

### XIX століття
У XIX ст. відкриттям наркотичних властивостей низки хімічних препаратів розпочалася нова ера в розвитку знеболювання. У 1200 p. P. Люлліус винайшов ефір.

#### Ефір
Уперше в клініці застосував Ефір В.Лонг.[джерело?] У січні 1842 p. він під наркозом ефіром екстрагував у хворої зуб, а у березні видалив пухлину, що локалізувалася в ділянці потилиці. Проте вийшла друком ця публікація тільки у 1852 p. Через це піонером наркозу ефіром вважають Г.Мортона, який у жовтні 1846 p. привселюдно застосував наркоз ефіром (за допомогою сконструйованого апарата) під час видалення пухлини підщелепної ділянки.[джерело?] Звістка про успішне застосування ефіру облетіла весь світ. Уже в лютому 1847 р. застосували його Ф. І. Іноземцев, Микола Пирогов, Г. А. Ванцетгі, Володимир Караваєв.[джерело?]

#### Закис азоту
Майже одночасно було відкрито дію закису азоту (звеселяючого газу). У грудні 1844 p. зубний лікар Г.Уелс випробував його дію на собі під час видалення хворого зуба.

#### Хлороформ
У листопаді 1847 p. гінеколог Джеймс Сімпсон повідомив про успішне застосування для знеболювання хлороформу. Через 20 діб його використав M.I. Пирогова 1-му військово-сухопутному шпиталі в Петербурзі. Однак велика частота ускладнень та висока летальність у разі використання хлороформу змусили надалі відмовитися від нього.

### XX століття
- 1911 p. Легман використав для наркозу в експерименті трихлоретилен. Уперше в клініці для знеболювання під час операцій його застосував Е. Фішер.
- 1934 p. Уолтерс застосував для знеболювання у клінічній практиці циклопропан. Обидва ці препарати не знайшли застосування. * У 1945 p. В Англії Саклінг синтезував флюотан (фторотан).
- 1941 p. Г. Сельє виявив здатність стероїдних гормонів (прогестерону, дезоксикортикостерону) пригнічувати ЦНС.

#### Галотан (Фторотан)
Галотан (2-бром-2-хлор-1,1,1-трифторетан) введено до клінічного застосування в 1956 році. Досить швидко здобув популярність на цілому світі в зв'язку з сильною дією і безпекою при застосуванні (не горить).

#### Енфлуран
2-хлор-1,1,2-трифторетил-дифторметиловий ефір, котрий в кімнатній температурі являє собою прозору, безбарвну рідину, що не горить, з солодкуватим, подібним до ефіру запахом. Енфлуран є досить тривалою хімічною сполукою, що не реагує з лугами і металами, не вимагає додатків для стабілізації, але розчиняється в гумі.

### XX століття

#### Ізофлуран
Синтезовано R.C.Terrel 1965 року, властивості вперше опубліковано 1974 році, до клінічного застосування в Німеччині впроваджено в 1984 році. Ізофлуран є прозорою, безбарвною, не горючою рідиною з запахом, що нагадує ефір. Не втрачає хімічної структури під впливом світла, не реагує з металами і лугами, але розчиняється в гумі.

#### Севофлуран
Безбарвна рідина, що не горить з лагідним ефірним запахом, що найменше з сучасних доступних газів до інгаляційного знеболення подразнює слизову оболонку дихальних шляхів. Температура кипіння 58,5 °C, знеболення Севофлураном легко кероване (швидко можна поглибити наркоз чи випровадити хворого з наркозу) Біля 3-5 % Севофлурану під час наркозу метаболізується в печінці. Препарат при проходженні через поглинач наркозного апарату реагує з вапном і в результаті утворюється незначна кількість нефротоксичної сполуки А.

#### Десфлуран
Синтезований у 1960-х роках, в 1987 році вперше випробуваний на піддослідних тваринах, а в 1990 році — на людях. Прозора рідина, дуже тривка хімічна сполука, не реагує з лугами та металом, не руйнується ультрафіолетовими променями, газ не горючий з досить неприємним, подразнювальним запахом. Температура кипіння 22,8 °C, у зв'язку з чим застосування можливе тільки в спеціально призначених для Десфлурану випарниках-дозівниках.

## Анестетики внутрішньовенні

### Гедонал
У 1909 p. С. П. Федоров застосував його в клініці. Проте препарат не знайшов широкого застосування через погану розчинність.

### Гексенал
У 1932 p. Веезе використав для внутрішньовенного наркозу препарат барбітурової кислоти — евіапан-натрій (гексенал), а з 1936 p. Ж. Ланді почав застосовувати тіопентал-натрій. Гексенал та тіопентал-натрій застосовують для внутрішньовенного наркозу, а дітям їх уводять у пряму кишку.

### Гідроксидин
У 1955 p. було синтезовано стероїдний препарат гідроксидин, який мав виражені наркотичні властивості, але був позбавлений гормональної активності. Його стали випускати під назвою Предіон для ін'єкцій (віадрил Г). Його частіше застосовують у комбінації з іншими анестетичними засобами.

### Натрію оксибутират
У 1960 p. Г. Лаборі із співпрацівниками синтезував наркотичну речовину, що була близькою до природних метаболітів, — натрію оксибутират, який застосовують у нас з 1961 p. для внутрішньовенної анестезії і в реанімаційній практиці.

### Пропанідид
У 1964 p. було синтезовано новий анестетичний препарат ультракороткої дії пропанідид (епонтол, сомбревін). З часом було встановлено, що летальність і частота ускладнень після застосування пропанідиду більша, ніж у разі наркозу похідними барбітурової кислоти.
У наш час ефективно використовують такі внутрішньовенні анестетичні засоби ультракороткої дії, як етомідат, пропофол.

## Місцева анестезія
Паралельно із впровадженням у клінічну практику засобів для загальної анестезії розробляли методи для місцевого знеболювання. Поштовх до розвитку дали праці В. К. Анрепа (1880), який опублікував результати вивчення фармакологічної дії кокаїну. Ці дані було використано Коллером, Н.А Карацуповим та З. А. Захар'євським, які застосували кокаїн в
офтальмології. Холстед (1885) використав його для провідникової анестезії, через рік Оберст та A.I.Лукашевич — для регіонарної, а в 1897 p. А. Бір — для спинномозкової анестезії. У 1901 p. Сікорд і Кателін (за допомогою кокаїну) виконали один із різновидів перидуральної анестезії — сакральну блокаду. Оскільки цей препарат у високих езії — сакральну блокаду. Оскільки цей препарат у високих концентраціях токсично впливав на організм, Реклю (1889) і Шлейф (1892)
запропонували інфільтрувати ділянку майбутнього розтину слабкими розчинами кокаїну. За такої методики анестетик діє на чутливі нервові закінчення безпосередньо в ділянці операції. Це було початком розробки місцевої інфільтраційної анестезії. Особливого поширення місцеве знеболювання набуло після того, як у 1905 p. Ейнхорн синтезував новокаїн, а О. В. Вишневський розробив і запровадив у практику інфільтраційну анестезію новокаїном за методом «тугого повзучого інфільтрату», анестезію «поперечного перерізу кінцівок» та методику різноманітних блокад. Останніми роками особливого поширення набув один із варіантів провідникового знеболювання — перидуральна анестезія, теоретичні передумови якої були розроблені ще у 1885 p. Корнінгом.

## Недоліки анестетиків
Слід зазначити, що ні місцева, ні
загальна анестезія одним анестетичним засобом (мононаркоз) не задовольняли всіх вимог, що їх було поставлено до знеболювання.
Перспективнішим щодо цього було поєднання кількох препаратів. Поєднувати засоби для знеболювання почали давно, прагнучи знизити дозу хлороформу. Для цього одночасно застосовували кілька засобів, найчастіше хлороформ та ефір, хлороформ та скополамін. Істотним недоліком цього виду анестезії є те, що за наркозу поєднанням різних засобів, як і у разі моно-наркозу, вимкнення свідомості, аналгезії та розслаблення м'язів досягають тільки в умовах глибокої анестезії, яка негативно впливає на організм.

## Міорелаксанти
Нова епоха в анестезіології почалася із застосування препаратів, що розслаблюють м'язи (м'язові релаксанти, міорелаксанти), які незначно впливають на інші органи і системи. Запровадження м'язових релаксантів у практику анестезіології пов'язане з іменами канадських учених Гріффітса та Джонсона, які у 1942 p. застосували очищений препарат кураре — інтокострин. Відтоді релаксанти набули великого поширення. Міоплегія, спричинена введенням м'язових релаксантів, призводить до пригнічення або повного припинення дихання. Ця обставина зумовила необхідність розробки методів штучної вентиляції легенів. Для проведення її потрібна герметизація системи «легені—апарат», що вдалося здійснити за допомогою інтубації трахеї. Це дало змогу широко застосовувати ендотрахеальний спосіб наркозу. Застосування м'язових релаксантів та інтубації трахеї сприяло формуванню нового етапу в розвитку анестезіології. Ендотрахеальний наркоз із м'язовими релаксантами та штучною вентиляцією легенів (ШВЛ) почали застосовувати під час найскладніших оперативних втручань у хворих з вираженими порушеннями життєво важливих функцій.

## Напрямки розвитку
Розвиток анестезіології характеризується інтенсивними пошуками нових способів знеболювання, за яких відпадає потреба у застосуванні засобів загальнонаркотичної дії. Так виникли різноманітні види нейролептаналгезії, атаралгезії, анестезія кетаміном, центральна аналгезія морфіном, фентанілом та іншими аналгетичними засобами.